# Stampa alimentare 3D

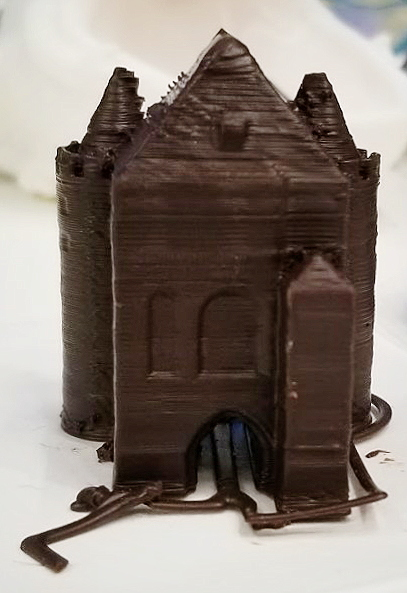
Cioccolato stampato in 3D

La stampa alimentare 3D è un processo di fabbricazione di prodotti alimentari che utilizza diverse tecniche di produzione additiva. Nella maggior parte dei casi, le stampanti per alimenti contengono il materiale di stampa, che viene poi depositato strato per strato tramite appositi ugelli. Le stampanti alimentari 3D più avanzate sono dotate di ricette precaricate e consentono all'utente di progettare il cibo in remoto sul proprio computer, telefono o dispositivo IoT. Il cibo può essere personalizzato nella forma, nel colore, nella consistenza, nel sapore o nei valori nutritivi, e questo lo rende assai utile in vari campi, come l'esplorazione spaziale e l'assistenza ospedaliera, ma anche in previsione di uno sviluppo sostenibile nel campo alimentare, dato l'aumento sempre più consistente della popolazione mondiale, ma anche per un migliore approccio alle risorse ambientali.

## Storia
La prima stampa di materiali alimentari come cioccolato, impasto per biscotti e formaggio è stata realizzata nel 2006 da Fab@Home, progetto guidato da un gruppo di studenti dell'università Cornell.
In seguito sono state realizzate stampe di cioccolato e dolciumi in 3D, fino ad arrivare al 2013, anno in cui è stata stampata carne coltivata in vitro e l'anno seguente è stata messa per la prima volta in commercio, disponibile al pubblico, una stampante in grado di realizzare stampe 3D di vari prodotti alimentari. La prima bistecca di carne sintetica che ne imita la consistenza è stata realizzata nel 2018 ed è disponibile nei ristoranti mentre nel 2023 avviene la prima commercializzazione di un prodotto alimentare stampato in 3D nei supermercati.

## Applicazioni

### Nutrizione personale
I requisiti dietetici personalizzati per le esigenze nutrizionali di un individuo sono stati collegati alla prevenzione delle malattie. Il cibo stampato in 3D può fornire il controllo necessario per inserire una quantità personalizzata di proteine, zucchero, vitamine e minerali negli alimenti.
Un altro ambito nel cibo personalizzato è l'alimentazione degli anziani. Essi a volte non riescono a deglutire il cibo e, pertanto, necessitano di un cibo più morbido. Tuttavia, questi alimenti sono spesso poco invitanti, inducendo alcuni individui a non mangiare ciò che il loro corpo richiede per le sue esigenze nutrizionali. Il cibo stampato in 3D può fornire un cibo morbido ed esteticamente gradevole.
Nell'ottobre 2019, la startup Nourished ha stampato in 3D caramelle gommose nutrizionali personalizzate con 28 diverse vitamine. Gli individui rispondono a un sondaggio e, in base alle risposte, viene stampata una caramella gommosa nutrizionale personalizzata per quella persona.

### Sostenibilità e soluzione alla fame
Poiché la popolazione mondiale continua a crescere, gli esperti ritengono che le attuali scorte alimentari non saranno in grado di soddisfare la popolazione. Pertanto, una fonte alimentare sostenibile è fondamentale. Studi hanno dimostrato che l'entomofagia (il consumo di insetti) ha il potenziale per sostenere una popolazione in crescita. Insetti come i grilli richiedono meno mangime, meno acqua e forniscono circa la stessa quantità di proteine di polli, mucche e maiali. I grilli possono essere macinati in una farina proteica. In uno studio, i ricercatori forniscono una panoramica del processo di stampa 3D di farina di insetti in alimenti che non assomigliano agli insetti, mantenendo così intatto il valore nutrizionale dell'insetto stesso.

### Esplorazione spaziale
Poiché gli esseri umani hanno iniziato ad esplorare lo spazio per un periodo più lungo rispetto al passato, i requisiti nutrizionali per il mantenimento della salute dell'equipaggio sono fondamentali. La NASA sta esplorando modi per integrare la stampa 3D di cibo nello spazio al fine di sostenere i requisiti dietetici dell'equipaggio. Lo scopo è di stampare in 3D strati di cibo in polvere che hanno una durata di conservazione di 30 anni invece di utilizzare cibo liofilizzato tradizionale che ha una durata di conservazione di 5 anni. Oltre ai requisiti dietetici, la stampa 3D di cibo nello spazio potrebbe fornire una spinta morale, poiché gli astronauti sarebbero in grado di progettare pasti personalizzati che siano esteticamente gradevoli.
Nel settembre 2019, i cosmonauti russi, insieme alla startup israeliana Aleph Farms, hanno coltivato carne da cellule di mucca, quindi hanno stampato in 3D tali cellule ottenendo bistecche.

### Biostampa della carne

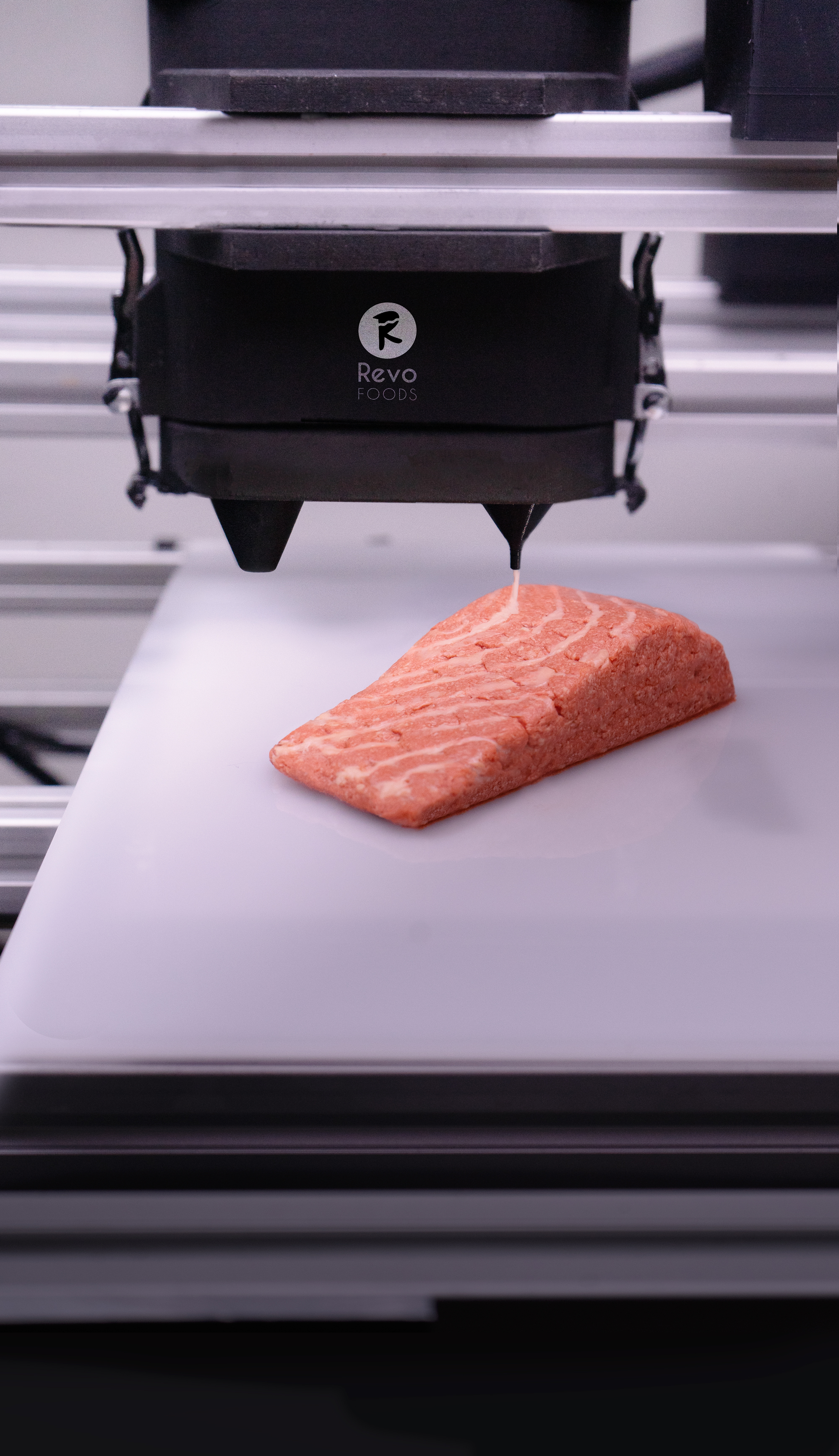
Un'alternativa vegetale al filetto di salmone dell'azienda austriaca Revo Foods, prodotta tramite stampa alimentare 3D in una configurazione con più testine di stampa, che combina micoproteine e grassi vegetali per ricreare la struttura dei filetti di salmone convenzionali.

L'allevamento di bestiame è uno dei principali fattori che contribuiscono alla deforestazione, al degrado del suolo, all'inquinamento delle acque e alla desertificazione. Tra le altre ragioni, questo ha portato alla nuova promettente tecnologia della biostampa della carne. Un'alternativa all'allevamento di bestiame è la carne coltivata. Essa viene prodotta estraendo dagli animali le cellule satelliti e aggiungendo siero di crescita per moltiplicarle. Il prodotto risultante viene quindi utilizzato come materiale per la biostampa della carne. La fase di post-lavorazione, tra le altre fasi, include l'aggiunta di aromi, vitamine e ferro al prodotto. Un'altra alternativa è la stampa di un prodotto sostitutivo della carne. Novameat, una startup spagnola, è riuscita a stampare una bistecca a base vegetale e a imitare la consistenza e l'aspetto della carne vera. Nel 2023, l'azienda austriaca di tecnologia alimentare Revo Foods ha lanciato un'alternativa al filetto di salmone stampato in 3D basata sulla micoproteina nei supermercati del gruppo tedesco REWE, che è diventata la prima alternativa di carne/frutti di mare stampata in 3D disponibile nei supermercati di tutto il mondo.

### Progettazione creativa del cibo
La presentazione e la personalizzazione dell'aspetto del cibo per i singoli individui rappresentano una grande tendenza nel settore alimentare. Finora, la personalizzazione del cibo e il design creativo hanno richiesto competenze artigianali, il che si traduce in bassi tassi di produzione e costi elevati. La stampa alimentare 3D può superare questo problema fornendo gli strumenti necessari per la progettazione creativa del cibo anche per gli utenti domestici. La stampa alimentare 3D ha reso possibile la realizzazione di design complessi che non possono essere realizzati con la produzione alimentare tradizionale. Loghi di marchi, testi, firme e immagini possono ora essere stampati su alcuni prodotti alimentari come dolci e caffè. Sono state stampate anche forme geometriche complesse, principalmente utilizzando lo zucchero. Un altro vantaggio è la possibilità di stampare pasti nutrienti in forme che piacciono ai bambini.

### Riduzione degli sprechi alimentari
In tutto il mondo, un terzo del cibo totale prodotto per il consumo (circa 1,6 miliardi di tonnellate all'anno) viene sprecato. Lo spreco alimentare si verifica durante la lavorazione, la distribuzione e il consumo. La stampa 3D di cibo è un modo molto promettente per ridurre lo spreco alimentare durante la fase di consumo, utilizzando prodotti alimentari come scarti di carne, frutta e verdura distorte, sottoprodotti di pesce e prodotti deperibili. Questi prodotti possono essere trasformati in una forma adatta alla stampa. Upprinting Food, una startup olandese, ha miscelato e combinato diversi ingredienti provenienti da scarti alimentari per creare purè che viene poi utilizzato come materiale per la stampa 3D. Anche gli chef creano diversi piatti dagli avanzi di cibo utilizzando stampanti alimentari 3D.

## Sfide

### Struttura
A differenza del cibo preparato tradizionalmente, la varietà di alimenti che può essere prodotta utilizzando la stampa 3D è limitata dalle caratteristiche fisiche dei materiali. I materiali alimentari sono generalmente molto più morbidi della plastica utilizzata nella stampa 3D, rendendo le strutture stampate molto fragili. Finora, la maggior parte degli studi utilizza il metodo per tentativi ed errori come approccio per superare questa sfida, ma gli scienziati stanno lavorando allo sviluppo di nuovi metodi in grado di prevedere il comportamento di diversi materiali durante il processo di stampa. Questi metodi vengono sviluppati analizzando le proprietà reologiche dei materiali e la loro relazione con la stabilità di stampa.

### Progettazione
Quando si progetta un modello 3D per un prodotto alimentare, è necessario tenere conto dei limiti fisici e geometrici dei materiali di stampa. Ciò rende il processo di progettazione un compito molto complesso e finora non è disponibile alcun software che ne tenga conto. Anche la creazione di tale software è un compito complesso a causa della vasta gamma di materiali alimentari. Considerando che gli utenti privati che integrano la stampa alimentare 3D nelle loro cucine rappresentano una parte significativa degli utenti complessivi, la progettazione dell'interfaccia software aggiunge ulteriore complessità, poiché essa dovrebbe essere semplice e avere un'elevata usabilità, pur fornendo all'utente sufficienti funzionalità e opzioni di personalizzazione senza causare un sovraccarico cognitivo.

### Velocità
L'attuale velocità di stampa 3D del cibo potrebbe essere sufficiente per l'uso domestico, ma il processo è molto lento per la produzione di massa. I progetti semplici richiedono da 1 a 2 minuti, i progetti dettagliati da 3 a 7 minuti e i più complessi ancora più tempo. La velocità di stampa del cibo è strettamente correlata alle proprietà reologiche dei materiali. La ricerca mostra che un'elevata velocità di stampa si traduce in campioni di bassa fedeltà a causa dell'effetto di trascinamento, mentre una velocità molto bassa causa instabilità nella deposizione del materiale.
Affinché la stampa 3D di alimenti si integri nell’industria alimentare, la velocità di stampa deve essere migliorata o il costo di tale tecnologia sufficientemente accessibile da consentire alle aziende di utilizzare più stampanti.

### Stampa multimateriale
Il colore, il sapore e la consistenza del cibo sono di fondamentale importanza nella produzione di un prodotto commestibile, pertanto nella maggior parte dei casi è necessario che una stampante alimentare supporti la stampa multi-materiale. Le stampanti alimentari 3D attualmente disponibili sono limitate all'utilizzo di pochi materiali diversi a causa della difficoltà di sviluppare più estrusori. Ciò limita la varietà di prodotti alimentari che possono essere stampati in 3D, escludendo piatti complessi che richiedono molti materiali diversi.

### Sicurezza
Una stampante alimentare deve garantire la sicurezza lungo l'intero percorso del materiale alimentare. A causa della possibilità che il cibo rimanga incastrato da qualche parte lungo il percorso, l'accumulo di batteri è una preoccupazione importante. La stabilità microbica è un parametro cruciale per la qualità del cibo stampato, pertanto è necessario tenerne conto sia durante la progettazione della stampante che durante il processo di stampa. D'altra parte, i materiali che entrano in contatto con il cibo potrebbero non essere una preoccupazione così significativa poiché le stampanti di alta qualità utilizzano acciaio inossidabile e materiali privi di Bisfenolo A.

### Copyright
Prodotti alimentari già presenti sul mercato, come cioccolatini di varie forme, potrebbero essere facilmente scansionati e i modelli 3D ottenuti potrebbero essere utilizzati per replicare tali prodotti. Questi modelli 3D potrebbero quindi essere diffusi via Internet, con conseguente violazione del copyright. Esistono leggi che regolano le questioni relative al copyright, ma non è chiaro se saranno sufficienti a coprire tutti gli aspetti di un campo come la stampa alimentare 3D.